# Манелис, Ронен
Ронен Манелис (ивр. רונן מנליס‎; род. 1979, Иерусалим, Израиль) — бригадный генерал Армии обороны Израиля, глава пресс-службы Армии обороны Израиля (2017—2019).

## Биография
Ронен Манелис родился в Иерусалиме в январе 1979 года и вырос в Бейт-Шемеше. Он получил степень бакалавра истории в Еврейском университете в Иерусалиме, а также получил степень магистра политологии Тель-Авивского университета. Он женат и имеет двоих детей. В настоящее время он живёт в посёлке Мазкерет-Батья.

## Военная служба
Он поступил на службу в Армию обороны Израиля в 1997 году и служил на различных должностях в Управлении военной разведки Израиля и в Генеральном штабе Армии обороны Израиля.
В 1999—2000 годах, во время боевых действий в южном Ливане, был офицером разведки в разведроте парашютистов.
В 2003—2005 годах служил офицером разведки в бригаде «Шомрон».
В 2009—2010 годах Манелис был руководителем научно-исследовательского отдела в Управлении военной разведки Израиля.
В 2010—2012 годах — глава Ливанского отдела в Северном военном округе.
В 2012—2014 годах Манелис становится главным офицером разведки в дивизии «Газа».
В 2014—2015 годах возглавил Штаб удаленного управления.
В 2015—2017 годах - помощник начальника Генштаба Армии обороны Израиля.
В феврале 2017 года начальник Генерального штаба Гади Айзенкот назначил Манелиса на должность главы пресс-службы Армии обороны Израиля. 18 мая 2017 года Манелис приступил к своим обязанностям в пресс-службе АОИ и ему было присвоено звание бригадного генерала. 15 сентября 2019 года Манелис передал пост главы пресс-службы Армии обороны Израиля Хидаю Зильберману.